# 李秀梅
李秀梅（1985年8月—），云南澜沧人，拉祜族，无党派人士。中华人民共和国政治人物、第十三届全国人民代表大会云南省代表。

## 生平
2018年，李秀梅被选为云南省出席第十三届全国人民代表大会代表。